# Eugène Sirlinger
Eugène Sirlinger est un prêtre missionnaire français, né le 19 juin 1887 à Itterswiller (Bas-Rhin) et mort le 10 avril 1978 à Strasbourg (Bas-Rhin). Il a effectué d'importants travaux fondateurs de linguistique, notamment pour le goemai, une langue du Nigéria.

## Premières années et formation (1887-1913)
Eugène Sirlinger était le fils d'Eugène Sirlinger et de Catherine Schlaegel, qu'il perdit très tôt. Il a alors été adopté par une famille voisine qui lui donna une éducation chrétienne. En 1902, il entre à l'École apostolique de Keer aux Pays-Bas pour devenir prêtre et missionnaire aux Missions Africaines.
De 1908 à 1913, il étudie au Grand Séminaire des Missions Africaines de Lyon, où il est ordonné prêtre le 13 juillet 1913.

## Mission au Nigéria (1913-1952)
Le 10 novembre 1913, il s'embarqua avec Monseigneur Oswald Waller (1866-1939)  de Bennwihr et le Père Donat Schelcher (1888?-1919) de Rustenhart à Boulogne-sur-Mer pour le Nigéria du Nord, la mission fondée par Monseigneur Waller en 1907, qui devait plus tard devenir le diocèse de Shendam. La traversée dura quarante-cinq jours et au matin de Noël, ils arrivèrent à Shendam. Sirlinger y restera trente-huit ans.
À 30 km de Shendam, vivait la tribu anthropophage des Montols. En 1916, la mission de Shendam a été assiégée par cette tribu, mais les missionnaires ont été libérés par les troupes anglaises.
Au début de son séjour à Shendam, Sirlinger se mit d'arrache-pied à l'étude des langues locales, il profita des acquisitions de ses aînés et devint un spécialiste pour le haoussa et le goemai.
Eugène Sirlinger apprit les métiers de charpentier, de menuisier, de forgeron et de maçon. Il devint aussi un bon infirmier.
En 1919, il ouvrit la première école à Shendam. La langue imposée par le gouvernement anglais étant le haoussa, il composa rapidement un abécédaire qu'il fit imprimer. Lui-même et le Père Monpoint firent la classe, puis formèrent des maîtres pour les remplacer.
Eugène Sirlinger effectua cinq séjours de six ans en moyenne à Shendam.
Durant la construction de la ligne de chemin de fer de Makurdi à Jos, il allait d'une équipe à l'autre, célébrait et confessait durant la nuit pour les chrétiens.
Il a bâti successivement l'église de Shendam en 1930 et les cathédrales de Jos et de Kaduna en 1933 et 1934. 
Mais son plus grand mérite est d'avoir doté les églises des six régions du diocèse de Jos de tous les livres indispensables pour le culte divin : catéchisme et livres de prières, histoire sainte et le lectionnaire pour les dimanches de l'année liturgique. Ces livres étaient rédigés en six langues différentes :
- Haoussa
- Goemai
- Gworok
- Berom
- Ngas (Angas)
- Eggon

Certains de ces livres ont 350 pages et ont été imprimés par les soins de la Sodalité de Saint Pierre Claver à Rome, via dell'Olmata, ou à l'imprimerie des Missions Africaines à Lyon. Le lectionnaire servait en même temps de livre de lecture à l'école. Ces livres demeurèrent pendant longtemps les seuls livres à être imprimés dans ces dialectes.
Pour le goemai, Eugène Sirlinger a composé une grammaire très complète, un dictionnaire, un catéchisme, une Histoire Sainte et la traduction des Évangiles et des Épîtres de tous les dimanches de l'année. La plupart de ces livres se trouvent aux archives des Missions Africaines à Rome et à Strasbourg, certains sous forme de manuscrits seulement. Pour mener à bien ses travaux, Sirlinger avait formé une équipe de jeunes des différentes tribus qui travaillait avec lui.
Dans les années 1930, Alphonse Schahl (1884-1969), qui avait commencé à être missionnaire à Shendam, écrivit ceci d’Eugène Sirlinger : « J'avais à visiter trente neuf paroisses, quatre fois par an et l'autre confrère, le Père Eugène Sirlinger, venait d'ouvrir onze écoles… il les visitait tous les quinze jours, certaines écoles étaient à cent quatre-vingt kilomètres de Kano. Il y creva bon nombre de chevaux, s'y usa jusqu'à la corde... puis nous vient un gros, gras, court prêtre de Rome pour nous dire qu'on ne faisait rien. Merci du compliment ».
Trois fois de suite, en 1931, 1937 et 1947, il a participé aux assemblées générales des Missions Africaines comme délégué de ses confrères.

## Retour en Alsace (1952-1958)
En 1952, Eugène Sirlinger fut élu Conseiller Provincial de la Province d'Alsace SMA de 1952 à 1958. Durant six ans, il remplit alors la fonction de Supérieur de l'École Apostolique de Saint-Pierre.

## Mission auTogo(1958-1965)
En 1958, il repartit pour l'Afrique, cette fois pour le Togo-Nord, où il accepta le poste d'aumônier volontaire de la léproserie de Kolowaré et des Sœurs missionnaires de Notre-Dame des Apôtres, leurs infirmières.
À Kolowaré, Eugène Sirlinger logeait dans le petit presbytère. Il n’avait pas de cuisinier. Les sœurs lui apportaient à manger et s’occupaient de son ménage. Il s'est fait voler, entre autres chose, sa machine à écrire. Le P. Sirlinger se considérait comme curé du village. Il s'occupait des registres de baptêmes, de 1ères communions, de décès, de mariages. Tous les carnets de baptême portaient la mention « St Léon IX », patron de l’Église. Le P. Sirlinger construisit trois bâtiments de classe en 1963 et s’occupait de toutes les réparations des bâtiments et des meubles des Sœurs.

## Retour définitif en France (1965-1978)
Eugène Sirlinger tomba malade, et, le 25 juin 1965, il fut rapatrié sanitaire par le médecin de Sokode et revint à la Maison d'Accueil de Saint-Pierre.
Le 21 janvier 1976, il eut un petit accident en se rendant à Epfig et à partir de ce moment-là, il fut hospitalisé d'une manière permanente. Il décéda à l’hôpital civil de Strasbourg le 10 avril 1978.

## Œuvres d’Eugène Sirlinger
Les titres des œuvres suivantes ne sont pas forcément exacts, mais devraient refléter leur contenu. Une partie des titres provient de la page 214 du livre de Jarlath Walsh, dont la source est Monseigneur Strebler, Ralliement, p. 80.
- Sunday Epistles and Gospels in Hausa, 1928
- Wasikai da Bisharoyi Na dukan lahadai da na wadansu idiyoyi Dagga hannun Father Eug. Sirlinger, ex Societate Missionum ad Afros, Catholic Mission, Shendam (Northern Nigeria), 1929, Sodality of St. Peter Claver, Rome  openlibrary record
- Lives of the Saints in Hausa, 1934
- Dictionary of the Goemai language, 1937 (manuscrit)
- Goemai Catechism. Jos: St. Peter Claver., 1939
- Lives of the Saints in Goemai, 1941
- A grammar of the Goemai language, 1942 (manuscrit)
- An English-Goemai dictionary, 1946 (manuscrit)
- Catechism in Angas, 1948
- Catechism in Gworok, 1949
- Catechism and Sunday Gospels in Birom, 1950
- Catechism in Hausa, 1951
- Catholic Hymns in Hausa, 1952
- Catechism in Eggon (date inconnue)
- Principal Hymns of the Church's Year, with music, in Hausa (date inconnue)

En collaboration avec le Père Monpoint, Eugène Sirlinger a aussi écrit un livre de discussions pour les nouveaux prêtres en Hausa (avant 1935).